# رزية ناعمة
رزية ناعمة (الاسم العلمي: Oryzopsis miliacea) هي نوع نباتي يتبع جنس الرزية من فصيلة النجيلية.